# دانيلو أغيار روتشا
دانيلو أغيار روتشا (بالبرتغالية: Danilo Aguiar Rocha‏) هو لاعب كرة قدم برازيلي، ولد في 13 فبراير 1981 في إسبيريتو سانتو في البرازيل. لعب مع فيتوريا دي غيماريش ونادي بيلينزونا ونادي سيرفيت ونادي فيتوريا.